# Stih
Stih (lat. versus) je ritmička, zvukovna, sintatička i značenjska cjelina. Definira se kao redak u metričkoj kompoziciji, npr. pjesmi.
Stihom kao ritmičkom cjelinom temeljem prirodnog govora autor stvara novi, originalni ritam koji u pjesmi postaje nositelj dodatnog značenja. Zvukovna je cjelina jer ga odlikuje posebna zvukovna organizacija temeljena na sugestivnom zvukovlju pojedinih glasova i rimi. Sintatička je cjelina jer poredak riječi unutar stiha nikada nije slučajan, jer pjesma time dobiva dodatno značenje. Što se značenja tiče, osim značenja samih riječi, stih kao cjelina sadrži i sva dodatna značenja postignuta ritmom, zvukovnom organizacijom i poretkom riječi.

## Primjer stiha
| „                         | O lijepa, o draga, o slatka slobodo | ” |
| — Ivan Gundulić, Dubravka |                                     |   |

## Vrste stihova
Vrsta stiha određuje se prema broju slogova. Recimo, stih s pet slogova naziva se peterac, sa šest šesterac, sa sedam sedmerac, i tako dalje. 
Pjesma može biti stihična (sastavljena od nanizanih stihova) ili strofična, što znači da su stihovi podijeljeni u strofe (kitice). 
Postoje i vezani stih koji ima rimu te slobodni stih, stih bez rime. Prva zbirka slobodnih stihova u hrvatskoj književnosti bila je Preobraženja Antuna Branka Šimića objavljena 1921. godine.